# Пабло Сарабия
Пабло Сарабия Гарсия (на испански: Pablo Sarabia García; роден 11 май 1992 г.) е испански атакуващ полузащитник, който играе за Ал Араби.

## Кариера
Сарабия израства в юношеската школа на Реал Мадрид.
Записва първото си участие в професионалния футбол през 2009 г. в тима на Реал Мадрид Кастиля, а след това е част от редиците на Хетафе и Севиля.
През 2019 г. се присъединява към състава на Пари Сен Жермен и дебютира за националния отбор на Испания.

## Успехи
Севиля
- Купа на краля: финалист 2017/18
- Суперкопа де Еспаня: финалист 2016
- Суперкупа на УЕФА: финалист 2016

Пари Сен Жермен
- Лига 1: 2019/20, 2021/22, 2022/23
- Купа на Франция: 2019/20, 2020/21
- Купа на лигата (Франция): 2019/20
- Суперкупа на Франция: 2019, 2020, 2022

Спортинг Лисабон
- Купа на лигата (Португалия): 2021/22